# نارین، قرقیزستان
نارین (به قرقیزی:‌ Нарын، نارىن) شهری در استان نارین کشور قرقیزستان است که در سرشماری سال ۲۰۰۵ میلادی، ۳۸٬۸۸۴ نفر جمعیت داشته است.